# GNU Scientific Library
Pour les articles homonymes, voir GSL.
En informatique, GNU Scientific Library (ou GSL) est une bibliothèque libre écrite en C fournissant des outils de calculs numériques en mathématiques appliquées. La GSL fait partie du projet GNU et est distribuée selon les termes de la licence GNU GPL.

## Exemple
L'exemple suivant calcule la valeur de la fonction de Bessel J0(5) :
```
#include
 
<stdio.h>

#include
 
<gsl/gsl_sf_bessel.h>

int

main
 
(
void
)

{

  
double
 
x
 
=
 
5.0
;

  
double
 
y
 
=
 
gsl_sf_bessel_J0
 
(
x
);

  
printf
 
(
"J0(%g) = %.18e
\n
"
,
 
x
,
 
y
);

  
return
 
0
;

}

```

Le résultat est le suivant, avec une erreur relative inférieure à 7 × 10−17 :
```
J0(5) = -1.775967713143382920e-01

```

## Outils
La GSL fournit des outils dans les domaines suivants :
- Nombres complexes
- Polynômes
- Fonctions spéciales
- Espaces vectoriels, matrices
- Permutations
- Combinaisons
- Tri
- Algèbre linéaire (dont les BLAS)
- Valeur propre, vecteur propre et espace propre
- Décomposition en valeurs singulières
- Transformée de Fourier rapide
- Générateurs de nombres pseudo-aléatoires
- Lois de probabilité
- Statistiques
- Histogrammes
- N-uplets
- Méthodes de Monte-Carlo
- Recuit simulé
- Interpolation numérique
- Intégration numérique
- Différentiation numérique
- Équations différentielles
- Approximation de Chebyshev
- Accélération de la convergence
- Transformation de Hankel
- Algorithme de recherche d'un zéro d'une fonction
- Optimisation numérique
- Méthode des moindres carrés
- Algorithme de Levenberg-Marquardt
- Constantes physiques
- IEEE 754